# Lincoln Mark LT
Lincoln Mark LT – samochód osobowy typu pickup klasy pełnowymiarowej produkowany pod amerykańską marką Lincoln w latach 2005 – 2008 oraz ponownie 2010 – 2014.

## Pierwsza generacja

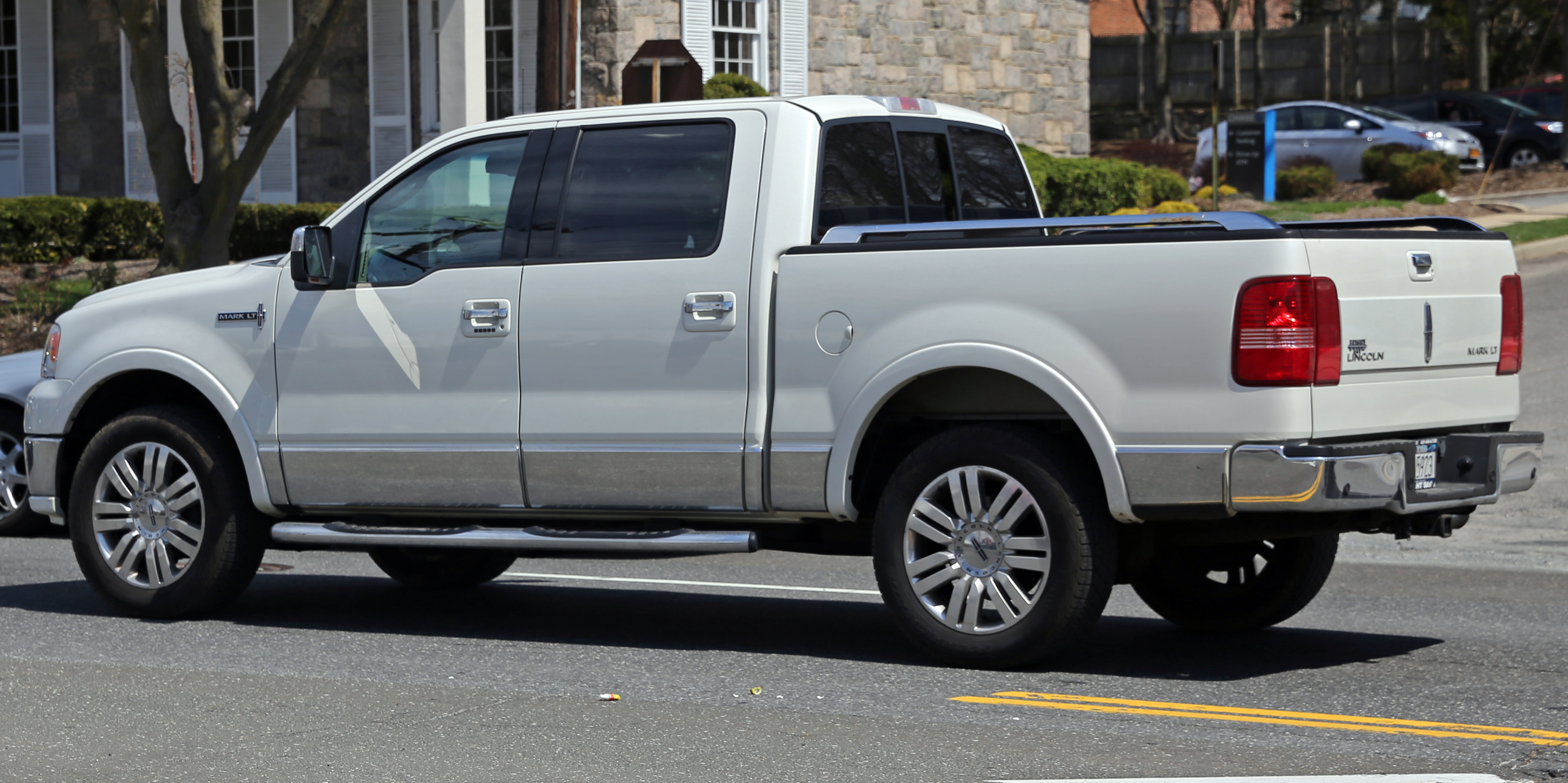
Tył Mark LT

Lincoln Mark LT I został zaprezentowany po raz pierwszy w 2005 roku.
W 2009 roku na rok modelowy 2010 auto otrzymało delikatny lifting. Zmodernizowano m.in. reflektory przednie.

### Sprzedaż
Model ten jest popularniejszy od swojego poprzednika; w pierwszym pełnym roku sprzedaży nabywców znalazły 10 274 sztuki tych aut. Jego cena jest w momencie sprzedaży była dużo mniejsza od głównego rywala - Cadillaca Escalade EXT ($39 050 dla Mark LT, $54 875 dla Escalade'a). Jednakże, produkcja modelu została zakończona już 3 lata po rozpoczęciu produkcji, w 2008 roku.

### Silnik
- V8 5.4l Triton

## Druga generacja

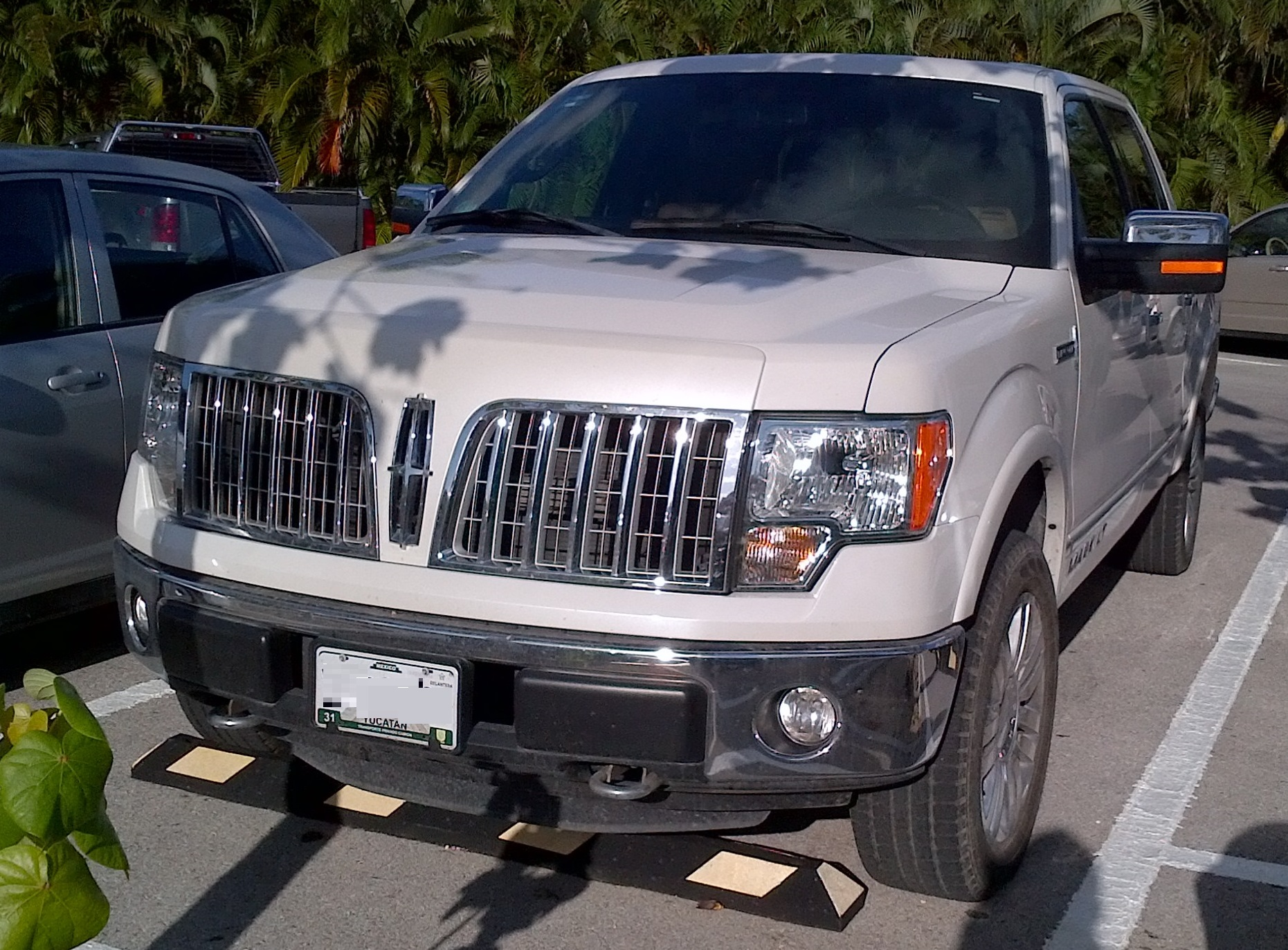
Lincoln Mark LT II

Lincoln Mark LT II został zaprezentowany po raz pierwszy w 2010 roku.
Po 2 latach przerwy, Lincoln zdecydował się przywrócić do produkcji modle Mark LT pod postacią drugiej generacji opartej na kolejnej, dwunastej generacji Forda F-150.
Tym razem jednak samochód przeznaczono do sprzedaży z wyłącznością dla Meksyku, bez planów poszerzenia zasięgu rynkowego o Stany Zjednoczone i Kanadę. Produkcja została zakończona w 2014 roku bez następcy, po czym Lincoln porzucił produkcję samochodów typu pickup.

### Silnik
- V6 3.5 EcoBoost